# Brit Awards de 2003
O Brit Awards de 2003 foi a 23ª edição do maior prêmio anual de música pop do Reino Unido. Eles são dirigidos pela British Phonographic Industry e ocorreram em 20 de fevereiro de 2003 no Earls Court em Londres. Este ano foi a primeira apresentação do prêmio Artista Urbano Britânico.

## Performances
- Avril Lavigne – "Sk8er Boi"
- Blue – "Riders"
- Coldplay – "Clocks"
- David Gray – "The Other Side"
- George Michael & Ms Dynamite – "Faith"
- Justin Timberlake & Kylie Minogue – "Cry Me a River", "Like I Love You" & "Rapture"
- Liberty X – "Just a Little"
- Pink – "Get the Party Started" & "Just Like a Pill"
- Sugababes – "Freak Like Me"
- Sir Tom Jones – Medley of Hits

## Vencedores e nomeados
| Álbum Britânico do Ano (apresentado por Justin Timberlake) | Single Britânico do Ano (apresentado por Robin Gibb) |
| --- | --- |
| - Coldplay – A Rush of Blood to the Head - Ms Dynamite – A Little Deeper - The Coral – The Coral - The Streets – Original Pirate Material - Sugababes – Angels with Dirty Faces | - Liberty X – "Just a Little" - Atomic Kitten – "The Tide Is High" - Gareth Gates – "Anyone of Us (Stupid Mistake)" - Gareth Gates – "Unchained Melody" - Will Young – "Anything Is Possible" |
| Artista Solo Masculino Britânico (apresentado por David Walliams & Matt Lucas)                                                                                                  | Artista Solo Feminina Britânica (apresentado por Vernon Kay) |
| - Robbie Williams - Badly Drawn Boy - Craig David - David Gray - The Streets | - Ms Dynamite - Sophie Ellis-Bextor - Beverley Knight - Alison Moyet - Beth Orton |
| Grupo Britânico (apresentado por Jackie Chan & Owen Wilson) | Melhor Revelação Britânica (apresentado por Sara Cox) |
| - Coldplay - Blue - Doves - Sugababes - Oasis | - Will Young - Liberty X - Ms Dynamite - The Coral - The Streets |
| Artista Dance Britânico (apresentado por Tess Daly) | Artista Pop Britânico (apresentado por Cat Deeley) |
| - Sugababes - The Chemical Brothers - Groove Armada - Jamiroquai - Kosheen | - Blue - Enrique Iglesias (Espanha) - Gareth Gates - Pink (Estados Unidos) - Will Young |
| Artista Urbano Britânico (apresentado por Trevor Nelson) | Álbum Internacional (apresentado por Rob Brydon) |
| - Ms Dynamite - Beverley Knight - Big Brovaz - Craig David - Daniel Bedingfield - Mis-Teeq - MC Romeo - Roots Manuva - So Solid Crew - The Streets                              | - Eminem – The Eminem Show - Norah Jones – Come Away with Me - Alicia Keys – Songs in A Minor - Pink – Missundaztood - Red Hot Chili Peppers – By the Way                                     |
| Artista Solo Masculino Internacional (apresentado por Natalie Imbruglia) | Artista Solo Feminina Internacional (apresentado por Ben Elton) |
| - Eminem - Beck - Moby - Nelly - Bruce Springsteen | - Pink - Missy Elliott - Norah Jones - Alicia Keys - Avril Lavigne |
| Grupo Internacional (apresentado por Denise van Outen) | Melhor Revelação Internacional (apresentado por Mis-Teeq) |
| - Red Hot Chili Peppers - Foo Fighters - Nickelback - Röyksopp - The White Stripes                                                                                              | - Norah Jones - Avril Lavigne - Nickelback - Shakira - The White Stripes |

### Contribuição Excepcional para a Música
- Tom Jones